# Verizon Tennis Challenge 1993
Il Verizon Tennis Challenge 1993 è stato un torneo di tennis giocato sulla terra verde. È stata l'8ª edizione del torneo, che fa parte della categoria World Series nell'ambito dell'ATP Tour 1993. Si è giocato ad Atlanta negli Stati Uniti dal 26 aprile al 2 maggio 1993.

## Campioni

### Singolare maschile
Jacco Eltingh ha battuto in finale  Bryan Shelton con il punteggio di 7–6(1), 6–2

### Doppio maschile
Paul Annacone /  Richey Reneberg hanno battuto in finale  Todd Martin /  Jared Palmer con il punteggio di 6–4, 7–6